# El Clot
El Clot este un cartier din districtul 10, Sant Martì de Provençals, al orașului Barcelona.